# Присяжнюк Володимир Васильович
Володимир Присяжнюк (народився 24 березня 1966 в селі Чернієві Тисменицького району Івано-Франківської області) — український поет, поет-пародист і поет-пісняр.

## Життєпис
Батьки — педагоги.
У 1983 із золотою відзнакою здобув середню освіту. У тому ж році поступив на історичний факультет Івано-Франківського державного педінституту імені Василя Стефаника (тепер — Прикарпатський національний університет імені Василя Стефаника), після закінчення якого працював вчителем та заступником директора школи.
Син Ігор займається програмуванням, став наймолодшим в Україні програмістом, який отримав у 16-річному віці міжнародний сертифікат по програмуванню від компанії Oracle.

## Творчість
З четвертого класу почав публікуватися у місцевій пресі, переможець конкурсу «Золоте перо».
Є автором книг:
- Поетична збірка літературних пародій «Тобі сюди, Алісо!» побачила світ в івано-франківському видавництві «Лілея-НВ» у 2016 році, ISBN 978-966-668-403-8 (передмова Б. Томенчука, члена НСПУ).[1]
- Збірка ліричних поезій «У середмісті моєї пам'яті» вийшла у львівському видавництві «Сполом» в 2017 році, ISBN 978-966-919-307-0 (передмова Тетяни Череп-Пероганич).[2]
- Збірка лірики «Експресії», (видавництво «Сполом», 2019, ISBN 978-966-919-514-2, передмова Катерини Каленіченко, членкині НСПУ).[3]
- Збірка ліричних поезій «Непідвладність чуттєвої повені» вийшла у львівському видавництві «Сполом» у 2021 році. ISBN 078-966-919-754-2 (передмова Ігоря Лазоришина, члена НСЖУ).[4]

Співавтор колективних книг поезій:
- «Енциклопедія сучасної літератури», м. Хмельницький, 2016, видавець Стасюк Л. С. (ISBN 978-617-7641-24-0)
- «В дитячий світ прокралася війна», м. Вінниця, видавець ТОВ « Нілан-ЛТД» (ISBN 978-966-924-732-2)
- «Скарбниця мудрості», м. Хмельницький, 2017, видавець Стасюк Л. С. (ISBN 978-617-7461-70-7)

Добірка поезій В. Присяжнюка ввійшла в навчальний посібник для 5-7 класів «Сучасна література рідного краю» серії «Шкільна бібліотека», ISBN 978-617-7673-54-4, 2020.
Співавтор пісень у виконанні лауреатів всеукраїнського фестивалю «Червона Рута» Тараса Житинського та Олександра Войтка.
Поетичні твори В. Присяжнюка публікувались на сторінках літературно-мистецьких часописів «Дніпро», «Форум», «Німчич», на мистецьких порталах «Жінка-УКРАЇНКА», «Дотик Словом», «Країна казок», «Смішного!», «Палісадник» та інших.
Окремі твори перекладені іспанською та галісійською мовами і увійшли до опублікованої в березні 2017 р. в Іспанії антології сучасної світової поезії «GALIZA — UCRANIA. Harmonia de corazons» — проекті міжнародного мистецького об'єднання «Roteiro das Artes-Internacional».

## Відзнаки
Лавреат:
- премії імені Романа Федоріва (2019),
- V Всеукраїнського літературного конкурсу імені Леся Мартовича (2021),
- міжнародної літературно-мистецької премії ім. Пантелеймона Куліша (2023) за книгу «Непідвладність чуттєвої повені».